# Tulun Beg Khanum
Tulun Beg Khanum, född okänt år, död 1386, var en mongolisk kejsarinna. Hon var Gyllene hordens regent 1370-1372. Hon regerade som monark 1370-1371 och därefter som förmyndarregent under Muhammad Bolaqs omyndighet 1371-1372 tillsammans med sin make Mamai.  Hon var dotter till Gyllene hordens khan Berdi Beg.